# 凭祥站
凭祥站是中华人民共和国广西壮族自治区的一个铁路车站，位于崇左市凭祥市友谊镇召化村，是湘桂铁路上的国境铁路车站，同时与越南河同铁路接轨。凭祥站建于1952年，现由中国铁路南宁局集团有限公司南宁车务段管辖，为二等站。

## 歷史

### 第一代车站
1937年国民政府为打通国际铁路通道，修建湘桂铁路南宁—镇南关段，1939年线路开始铺轨，并在现凭祥站以北2千米设立凭祥站。1940年日军占领法属印度支那，车站和线路轨道被拆除。
1950年铁道部衡阳铁路管理局重修来宾―镇南关铁路，1951年10月铺轨至凭祥，并于11月于原址重建凭祥站，1952年1月正式投入运营。当时凭祥站设有准轨7股、套轨2股、货物线2股，另建有基本站台、货物站台以及机务折返段等设施。
1954年起车站修建下行线路延伸至睦南关的米轨铁路，由柳州铁路局与中国交通公司共同施工，当年12月完成。1955年3月1日与越南河同铁路接轨，6月至7月铁路部门又对凭祥站进行扩建：增建米轨1股、危险品换装线准、米轨各1股、汽油换装线1股以为即将开始的中越国际联运进行准备。1955年8月1日中越间正式开始国际联运业务。

### 南迁及扩建
1955年苏联援华专家在凭祥考察后，提出原站场区块狭窄、地势低洼，提出在原站址南侧2千米新建凭祥站的建议。此建议经铁道部批准、中南设计分局完成新站设计后，柳州铁路局负责施工，于1955年11月开工。 1956年5月底完成新站工程第一步指定的工程量，6月1日投产。同年至11月24日，准轨线路用便线接入新站。凭祥新站工程于1956年底基本完成，设有27条准轨股道（含套轨5股），米轨股道共31条（含套轨10股）。新站投用后旧站设备随即全部拆除。
凭祥站于1958至1964年间进行零星扩建，包括增建换装线、新建货物雨棚、卸煤线等设施。1965年凭祥-同登区间建成套轨，中越间的联运货车不再需要在本站换装。1967年车站由国境换装站升级为区段站，并改扩建既有编组场。1972年因车站货运到发量持续发展，凭祥站继续进行扩建工程。扩建工程包括拆除米轨7股、改造套轨5股、延长准轨1股、改建货物列车到发线4股、调车存车线4股、尽头式存车线3股等事项，于1972年9月开工，1974年12月竣工投产。1977年凭祥建成大站电气集中。

### 中越战争后的发展
1978年年底中越关系急转直下，12月24日越南驻凭祥站的交接所撤离，车站的国际联运随即终止，不久站内的米轨客、货运输设备即予封存。车站在中越战争期间及结束后相当长一段时间内一直仅办理国内列车作业，规模亦保持不变。直至1996年2月12日中越恢复铁路国际联运。
2004年10月车站站房与旅客口岸联检楼重建工程开工，2006年12月7日通过验收。
2016年车站口岸区域再次进行改造，新建物流中心工程。工程包括新建2股货物线、1个货物站台、约4万平方米堆场，配套建设联检大楼、检查检疫实验室、检疫处理用房及站台、仓库、堆场等设施，于2018年8月竣工，并于11月26日投入运营。车站口岸区域改造完成后越南方向入境的客、货列车可实现分道运行，并成为越南铁路进境中国水果指定口岸。2018年下半年凭祥当地政府又对车站站前广场进行整修。

## 车站结构

### 站房
凭祥站建于2004年，面积6067.7平方米。站房内设有候车室、贵宾室、办公用房等，最多容纳旅客为1000人，此外站内设有凭祥（铁路）旅客口岸联检区。

### 站场
凭祥站为一级二场编组站，分为西到发场和调车场。调车场位于站场东侧，设有编组线6股、存车线3股以及简易驼峰。
到发场位于站场西侧，设有准轨到发线7股，米轨客车到发线2股。到发线东侧为凭祥铁路口岸物流园。物流园占地175亩，其中货物仓储4600平方米、集装箱堆场13000平方米、及联检大楼5000平方米。物流园内设4股货物线，分别为8、9、10和11道。其中8和11道为贯通式，9和10道为尽头式。8、9道两侧为堆场和汽车通道，主要用于办理集装箱和粗杂货物运输；10道主要用于散堆装货物卸车，连接东侧为低货区；11道主要用于办理成件包装货物运输，一旁设有设站台和仓库。
车站设有通往中国外运广西凭祥公司、中成公司和南宁机务段凭祥整备车间的专用线。

## 运营状况
凭祥站中国铁路与越南铁路接轨的一个综合性客、货联运国境站，主要提供进出口物资及出入境人员的铁路运输服务。车站主要担负南宁、越南同登两个方向的客货列车接发、解编和作业车的取送作业，并办理国内客货运业务和国际联运客货运业务。其中货运业务可办理整车、集装箱、批量零散快运。
1996年中越关系正常化后，中越两国铁路部门商定，在中国凭祥站到越南同登站区间每天开行5对货物列车。当时受中华人民共和国铁道部管辖的柳州铁路局在每趟货列上加挂守车，列车运转车长与相关人员一直是乘坐列车守车。
2012年凭祥站取消守车以后，开始用棚车代替守车，但实际使用效果不佳。是年9月，南宁车务段用绿皮硬座车取代代守棚车，是为绿皮守车。这种绿皮守车与一般用于旅客服务的绿皮车相比，取消了车厢两端的铁制风挡，并在车身上标注为凭祥站至同登站区间专用守车。

### 旅客车次
- T8701/8702次列车，本站售卖自本站出境的列车车票与国内段车票。

| 目的地   | 车次    | 列车所属路局 |
| -------- | ------- | ------------ |
| 河内嘉林 | T8701次 | 南宁局集团   |
| 南宁     | T8702次 | 南宁局集团   |

## 車站周邊
- 中国联通南站营业厅
- 喜相逢国际酒店
- 凭祥铁路卫生所
- 凭祥市中等职业技术学校

## 外部連結
- . 中欧铁运物流有限公司.   [2019-03-02]. （原始内容存档于2019-03-02）.
- 中国铁路客户服务中心（页面存档备份，存于）